# Eugène Baie
Eugène Baie (Anderlecht, 3 augustus 1874 - Anderlecht, 10 september 1964) was een Franstalige Vlaamse schrijver.

## Biografie
Eugène Baie werd geboren in Anderlecht op 3 augustus 1874, maar spendeerde zijn jeugd in Mechelen. In Genève, Parijs en Oxford studeerde hij rechten. Hij was voorzitter van het Internationaal Instituut voor Statistiek en secretaris-generaal van de Interparlementaire Conferentie voor Handelswetgeving. In 1905 ontwikkelde hij een plan voor een Belgisch-Nederlandse entente, waar hij ook een aantal werken over schreef. Van het Comité de Politique nationale was hij in december 1918 een van de medeoprichters. Door onder andere zijn vriendschap met Maurice Maeterlinck ging Baie na de oorlog zich vooral focussen op literatuur. Zijn bekendste werk werd dan ook Le siècle des Gueux, dat het politieke en culturele leven van het 16de-eeuwse Antwerpen beschreef.

## De Prijs Eugène Baie
De Prijs Eugène Baie wordt om de drie jaar toegekend aan een kunstenaar van maximum 40 jaar. De kunstenaar moet ‘in het Vlaamsche gedeelte van het Land of uit Vlaamsche ouders geboren zijn, ofwel van Vlaamsche ingeving wezen, zoals De Coster. Hij zal zich door meer dan één gewrocht hebben moeten doen opmerken’.
Laureaten van de laatste jaren zijn o.a. Wim Henderickx, Anne Teresa de Keersmaeker, Jan Fabre, Stéphane Beel, David Claerbout, Hans Op de Beeck en Jef Neve.

## Werken
Een aantal van zijn werken:
- L'Union hollando-belge, fin 1905, Brussel, 1905.
- La métropole du Saint-Empire, Brussel, 1906.
- Sub rosa en sub umbra, Parijs, 1912.
- Le droit des nationalités, 1915.
- La Belgique de demain. La question du Luxembourg. Nécessité d'une barrière rhénane. Les Pays-Bas, Parijs, 1916.
- L'épopée flamande, Parijs,1917.
- La leçon des morts, Parijs, 1918.
- Le jeu des ombres sur la voie sacrée, Brussel,1922.
- Le Siècle des Gueux. Histoire de la sensibilité flamande sous la Renaissance, 1928-1953.
- Les relations artistiques entre les Pays-Bas et la Belgique dans le passé, Brussel, 1947.
- La grande espérance, Brussel 1960.
- Ce que doit être un musée de la vie culturelle flamande ... Anvers, 1962.